# Gorgeous
«Gorgeous» (рус. Великолепный) — песня американской певицы Тейлор Свифт с шестого студийного альбома Reputation. Песня была выпущена в качестве промосингла 20 октября 2017 года на лейбле Big Machine Records.
Песня попала в топ-20 чартов Австралии, Канады, Венгрии, Ирландии, Ливана, Малайзии, Новой Зеландии и Словакии; она занял 13-е место в чарте Billboard Hot 100 в США и 15-е место в чарте UK Singles Chart. «Gorgeous» получил сертификаты: платиновый в Австралии, серебряный в Великобритании и золотой в США.

## История
Песня была выпущена в качестве промосингла с шестого студийного альбома Reputation. Релиз был 20 октября 2017 года на лейбле Big Machine Records.
После того как Тейлор 13 октября представила на специальной вечеринке для 100 своих фанов новый альбом, она анонсировала релиз песни под названием «Gorgeous» через её аккаунт на Instagram 19 октября. Его релиз прошёл на следующий день в качестве промосингла. В тот же день состоялась премьера лирик-видео.

## Композиция
Свифт написала песню «Gorgeous» в соавторстве со своими продюсерами Карлом «Макс Мартин» Сандбергом, Юханом «Шеллбак» Шустером. Песню описывают как «радио-поп». В лирическом плане, песня изображает «стремление к объекту любовного интереса», который сама Свифт описывает как «великолепный». Хью МакИнтайр из журнала Forbes охарактеризовал продакшн песни как «имеющий нечто большее, чем просто электропоп и переход на более интересную территорию, чем обычно используется в радиоэфирных попчартах Top-40». Мэв МакДермот из газеты USA Today сравнил припев песни с творениями Кэти Перри. Согласно мнению журнала Elle, человек, упомянутый в песне, — это британский актёр Джо Элвин, который является бойфрендом Свифт. Песня написана в тональности До мажор с темпом в 92 удара в минуту, с вокалом Свифт в диапазоне от G3 до C5.

## Отзывы
«Gorgeous» получила положительные отзывы музыкальной критики и интернет-изданий: USA Today, The A.V. Club, Entertainment Weekly, Billboard, Vulture.
В своём положительном обзоре Мейв Макдермотт из USA Today назвала это доказательством «доминирования» Свифт. Кристофер Роза из журнала Glamour заявил, что это свидетельство того, что Свифт «в одиночку спасала поп-музыку в 2017 году», назвав песню «игристой» и «восхитительной». В обзоре Variety Крис Уильям назвал её поп-песней, которая предлагает «традиционные удовольствия», и оценил её как приветственное напоминание о способностях Свифт как автора песен после мрачных звуков предыдущих синглов Reputation «Look What You Made Me Do» и «…Ready for It?». Джон Блистейн из Rolling Stone согласился, назвав его «янь мстительному, злому инь» из «Look What You Made Me Do».

## Коммерческий успех
В США 30 октября 2017 года песня дебютировала на 13-м месте в чарте Billboard Hot 100, и на 16-м месте в чарте Streaming Songs (с 16,9 млн U.S. streams). Она также стала 14-й песней Свифт, достигшей позиции № 1 в цифровом чарте Digital Songs, поделив по этому показателю рекордное достижение певицы Rihanna. Свифт также увеличила свой же рекорд по наибольшему числу дебютов на позиции № 1 (теперь стало 13). В чарте Billboard Hot 100 песня стала 39-й достигшей top-20, а Свифт поделила 7-е место с певцом Дрейк по этому показателю. Лидирует здесь Элвис Пресли (48 хитов top-20 Hot 100; с 4 августа 1958), Lil Wayne (44), Madonna (44), The Beatles (44), Рианна (42) и Элтон Джон (40).
Кроме того, Reputation благодаря «Gorgeous» стал первым альбомом после диска Дрейка Views (2016), давшим три или более чарттоппера Digital Songs, и первым диском женщины с этим достижением после 1989 (2014).
В Австралии трек «Gorgeous» поднялся на 9-е место в чарте ARIA Singles Chart, став третьим хитом в с альбома Reputation в лучшей десятке top-10.

## Чарт
| Чарт (2017—18)                             | Высшая позиция |
| ------------------------------------------ | -------------- |
| Австралия (ARIA)                           | 9              |
| Австрия (Ö3 Austria Top 40)                | 32             |
| Бельгия/Фландрия (Ultratip Bubbling Under) | 1              |
| Бельгия/Валлония (Ultratip Bubbling Under) | 37             |
| Канада (Billboard Canadian Hot 100)        | 9              |
| Канада (Billboard Hot AC)                  | 45             |
| Чехия (Singles Digitál Top 100)            | 24             |
| Германия (GfK)                             | 45             |
| Венгрия (Single Top 40)                    | 9              |
| Венгрия (Stream Top 40)                    | 23             |
| Ирландия (IRMA)                            | 18             |
| Италия (FIMI)                              | 66             |
| Япония (Billboard Japan Hot 100)           | 52             |
| Ливан (Lebanese Top 20)                    | 15             |
| Малайзия (RIM)                             | 8              |
| Нидерланды (Single Top 100)                | 60             |
| Новая Зеландия (Recorded Music NZ)         | 19             |
| Норвегия (VG-lista)                        | 28             |
| Филиппины (Philippine Hot 100)             | 13             |
| Португалия (AFP)                           | 40             |
| Шотландия (OCC Scotland)                   | 12             |
| Словакия (Singles Digitál Top 100)         | 17             |
| Швеция (Sverigetopplistan)                 | 41             |
| Швейцария (Schweizer Hitparade)            | 46             |
| Великобритания (OCC UK Singles)            | 15             |
| США (Billboard Hot 100)                    | 13             |

## Сертификации
| Регион | Сертификация | Продажи |
| --- | ------------ | ------- |
| Австралия (ARIA) | Платиновый   | 70 000  |
| Великобритания (BPI) | Платиновый   | 600 000 |
| США (RIAA) | Золотой      | 500 000 |
| * Данные о продажах приведены только на основе сертификации. · Данные о продажах + прослушиваниях приведены только на основе сертификации. |              |         |

## История релиза
| Регионы | Дата            | Формат                     | Лейбл       | Ссылка      |
| ------- | --------------- | -------------------------- | ----------- | ----------- |
| Разные  | 20 октября 2017 | Digital download Streaming | Big Machine | [ 6 ] [ 8 ] |